# SN 2007tq
SN 2007tq – supernowa typu Ia odkryta 16 października 2007 roku w galaktyce A022923-0752. Jej jasność pozostaje nieznana.